# Банкетте
Банкетте (итал. Banchette, пьем. Banchëtte) — коммуна в Италии, располагается в области Пьемонт, в провинции Турин.
Население составляет 3427 человек (2008 г.), плотность населения составляет 1714 чел./км². Занимает площадь 2 км². Почтовый индекс — 10010. Телефонный код — 0125.
Покровителем коммуны почитается святой апостол Иаков Старший, празднование 25 июля.

## Демография
Динамика населения:

## Города-побратимы
- Септем, Франция

## Администрация коммуны
- Официальный сайт: https://web.archive.org/web/20100413142303/http://www.localport.it/banchette/home/